# 南国市

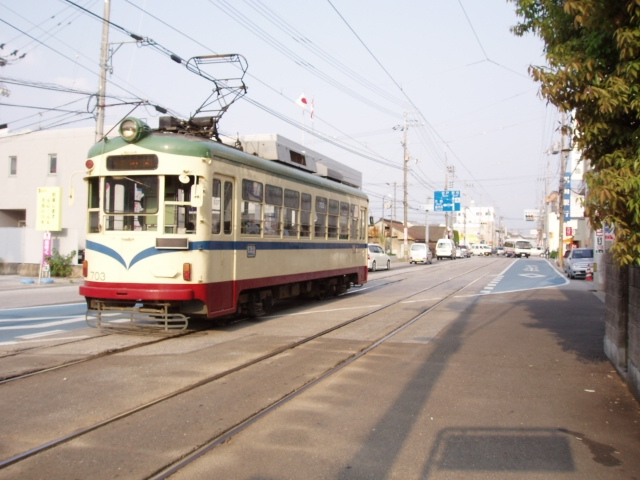
南国市の市街地を走行するとさでん交通の路面電車

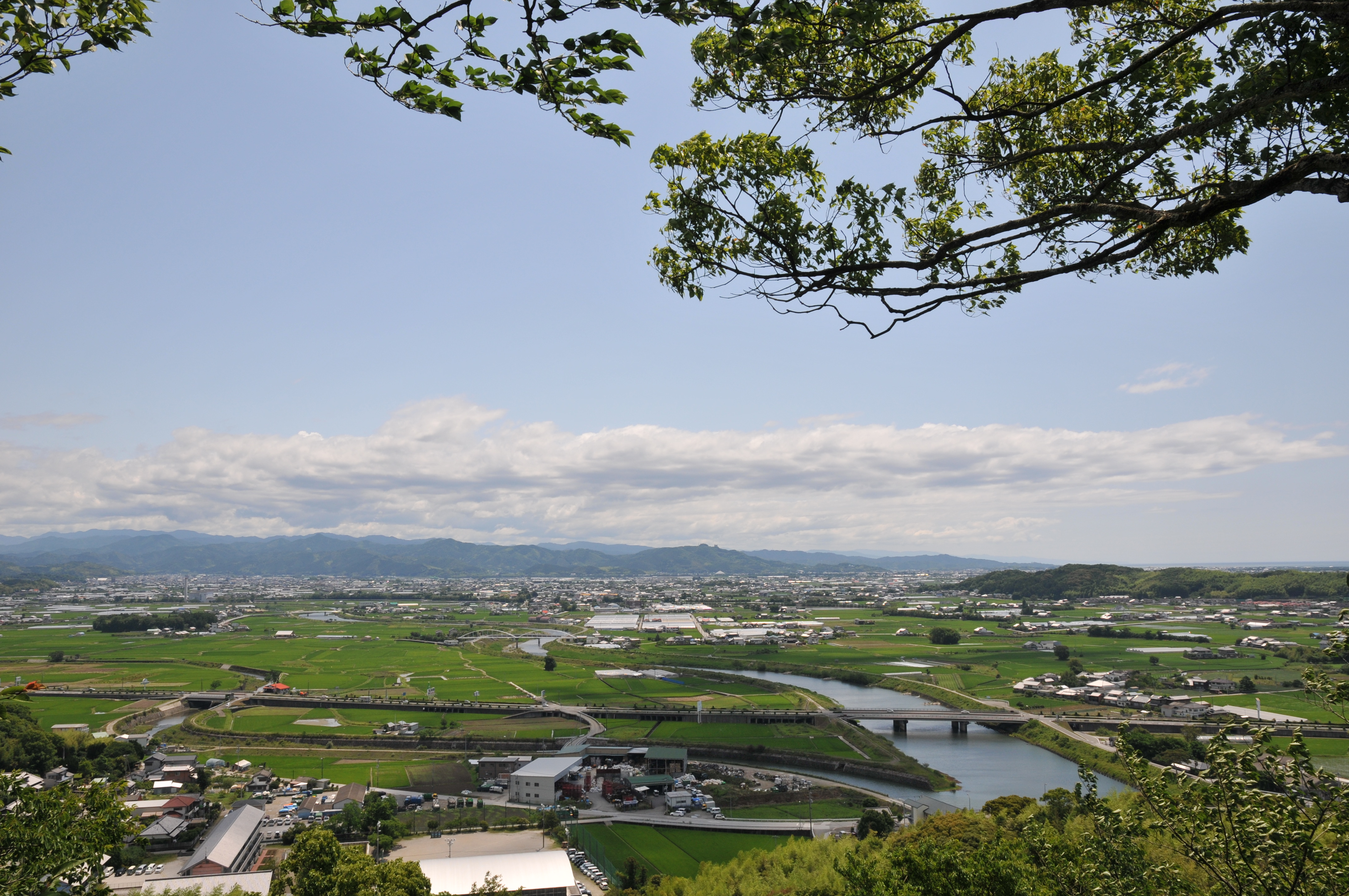
香長平野と南国市街遠望（岡豊城より）

南国市（なんこくし）は、高知県の中部に位置する市。県庁所在地の高知市の東に隣接する、県下第二の都市である。1959年（昭和34年）10月1日市制施行。

## 概要
四国山地が尽きて高知平野が開ける場所に当たり、高知県の空・陸の玄関口となっている。
高知空港があり、鉄道路線は土讃線・とさでん交通・土佐くろしお鉄道が走る。また道路は高知自動車道が走り、北部四国方面からの国道32号と室戸岬方面からの国道55号、徳島方面からの国道195号が交わる交通の要衝である。

### 市名について
しばしば「なんごくし」と誤読されるが、正式な読みは「なんこくし」である。市名は「南国市」のほか、「城東市」「嶺南市」「香長市」「後免市」「南海市」の6つの候補の中から選ばれた。南国市合併協議書の「南国市」の「国」に「コク」と記入して総理府（当時）に受理され正式名称となった。「国」を「こく」と読むようにしたのは、「ごく」=「獄」につながるのを避けることも考慮された上だったという。
ただし、南国市に関する計画や、南国市内にある施設には「なんごく」と称するものもあり、一例として高知市や南国市、香美郡の自治体で策定した「なんごく・こうち拠点都市地域基本計画」、高知自動車道の南国サービスエリア（南国SA）などが挙げられる。

## 地理

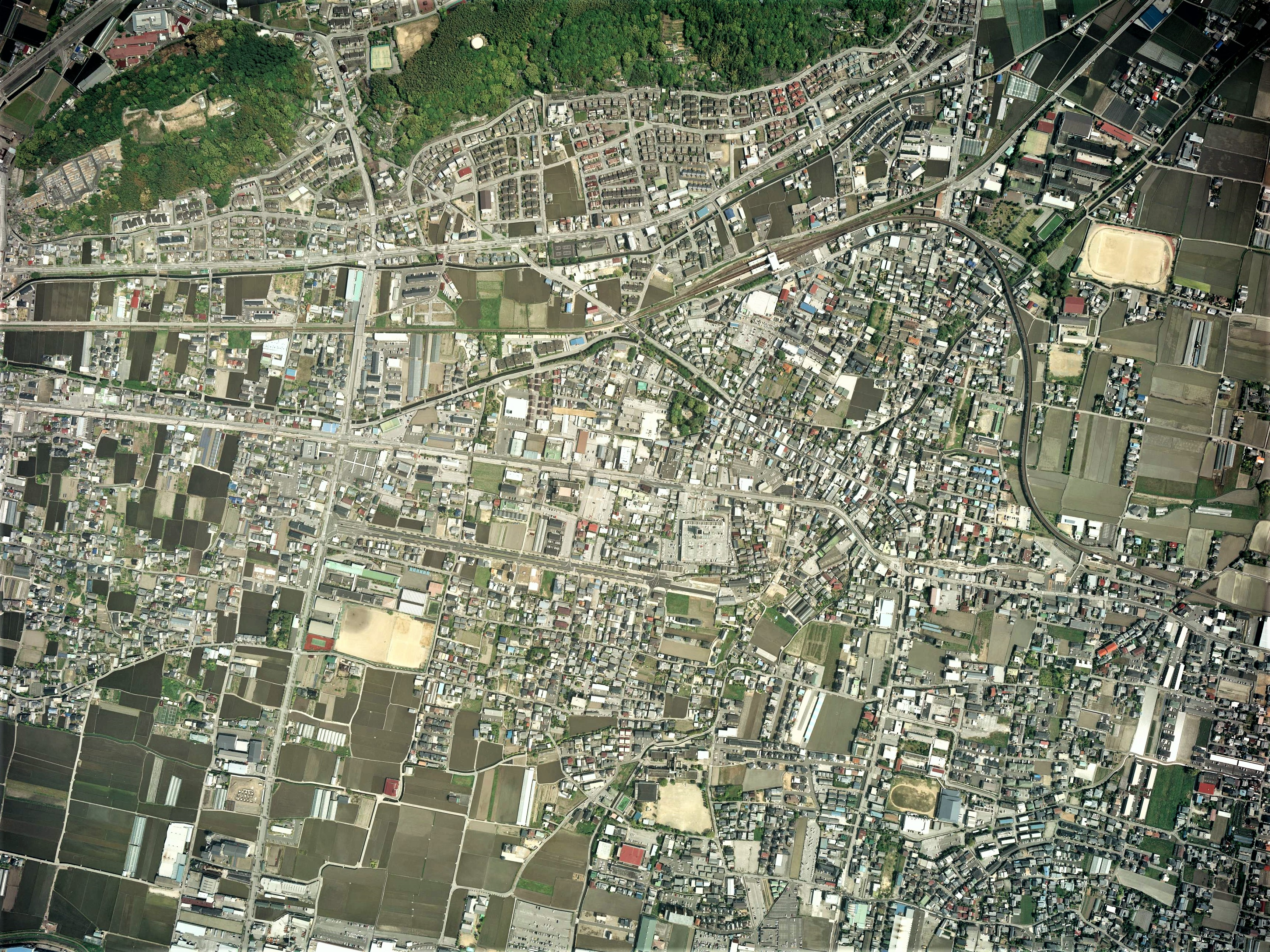
南国市中心部である後免地区の空中写真。
2010年5月5日撮影。。

北部は四国山地の南端に位置し、自治体域の約半分が山林となっている。また南部は高知平野が広がり、太平洋に面して東西約8キロメートルの海岸線を有する。香南市との境に物部川が北から南に流れ太平洋に注いでいる。また国分川や野中兼山の新田開発によって作られた舟入川が市の中央部を東から西に流れ、高知市で浦戸湾に注いでいる。

### 平野
- 高知平野
  - 香長平野

### 山地
主な山
- 笹ヶ峰 (1131m)
- 高木尻山 (897m)

主な峠
- 根曳峠

### 河川
主な河川
- 物部川
- 国分川
- 舟入川

### 湖沼
主な池
- 石土池

### 海域
- 土佐湾 - 今後発生が予見されている南海トラフ巨大地震の際には、市内の海岸に最大14mの津波が到達することが予想されている[9]。

### 町・字一覧
五十音順。
- 上倉（あげくら）
- 伊達野（いたちの）
- 稲生（いなぶ）
- 植田（うえた）
- 植野（うえの）
- 駅前町一丁目 - 五丁目（えきまえちょう）- 住居表示実施済み
- 大改野（おおがいの）
- 大埇（おおそね）
- 岡豊町江村（おこうちょうえむら）
- 岡豊町笠ノ川（おこうちょうかさのかわ）
- 岡豊町蒲原（おこうちょうかもはら）
- 岡豊町小篭（おこうちょうこごめ）
- 岡豊町小蓮（おこうちょうこはす）
- 岡豊町常通寺島（おこうちょうじょうつうじじま）
- 岡豊町定林寺（おこうちょうじょうりんじ）
- 岡豊町滝本（おこうちょうたきもと）
- 岡豊町中島（おこうちょうなかじま）
- 岡豊町八幡（おこうちょうやはた）
- 岡豊町吉田（おこうちょうよしだ）
- 片山（かたやま）
- 金地（かなじ）
- 包末（かのすえ）
- 上末松（かみすえまつ）
- 上野田（かみのだ）
- 亀岩（かめいわ）
- 久礼田（くれだ）
- 黒滝（くろたき）
- 桑ノ川（くわのかわ）
- 国分（こくぶ）
- 小籠（こごめ）
- 小籠一丁目・二丁目（こごめ）- 住居表示実施済み
- 後免町（ごめんちょう）
- 後免町一丁目 - 四丁目（ごめんまち）- 住居表示実施済み
- 才谷（さいたに）
- 幸町一丁目 - 三丁目（さいわいちょう）- 住居表示実施済み
- 里改田（さとかいだ）
- 三畠（さんばく）
- 宍崎（ししざき）
- 篠原（しのはら）
- 下島（しもじま）
- 下末松（しもすえまつ）
- 下野田（しものだ）
- 白木谷（しらきだに）
- 陣山（じんやま）
- 蔵福寺島（ぞうふくじじま）
- 左右山（そやま）
- 立田（たてだ）
- 田村（たむら）
- 天行寺（てんぎょうじ）
- 十市（とおち）
- 外山（とやま）
- 中谷（なかだに）
- 中ノ川（なかのかわ）
- 成合（なれあい）
- 奈路（なろ）
- 西野田町一丁目 - 四丁目（にしのだちょう）- 住居表示実施済み
- 西山（にしやま）
- 日章あけぼの（にっしょうあけぼの）
- 野中（のなか）
- 廿枝（はたえだ）
- 浜改田（まはかいだ）
- 比江（ひえ）
- 東崎（ひがしざき）
- 東山町一丁目 - 三丁目（ひがしやまちょう）- 住居表示実施済み
- 久枝（ひさえだ）
- 日吉町一丁目 - 三丁目（ひよしちょう）- 住居表示実施済み
- 福船（ふくぶね）
- 双葉台（ふたばだい）
- 蛍が丘一丁目・二丁目（ほたるがおか）
- 堀ノ内（ほりのうち）
- 前浜（まえはま）
- 緑ヶ丘一丁目 - 三丁目（みどりがおか）
- 明見（みょうけん）
- 三和琴平一丁目 - 三丁目（みわことひら）
- 元町一丁目 - 三丁目（もとまち）- 住居表示実施済み
- 物部（ものべ）
- 八京（やきょう）
- 領石（りょうせき）

### 気候
| 後免（1991年 - 2020年）の気候      | 後免（1991年 - 2020年）の気候 | 後免（1991年 - 2020年）の気候 | 後免（1991年 - 2020年）の気候 | 後免（1991年 - 2020年）の気候 | 後免（1991年 - 2020年）の気候 | 後免（1991年 - 2020年）の気候 | 後免（1991年 - 2020年）の気候 | 後免（1991年 - 2020年）の気候 | 後免（1991年 - 2020年）の気候 | 後免（1991年 - 2020年）の気候 | 後免（1991年 - 2020年）の気候 | 後免（1991年 - 2020年）の気候 | 後免（1991年 - 2020年）の気候 |
| 月                                 | 1月                           | 2月                           | 3月                           | 4月                           | 5月                           | 6月                           | 7月                           | 8月                           | 9月                           | 10月                          | 11月                          | 12月                          | 年                            |
| ---------------------------------- | ----------------------------- | ----------------------------- | ----------------------------- | ----------------------------- | ----------------------------- | ----------------------------- | ----------------------------- | ----------------------------- | ----------------------------- | ----------------------------- | ----------------------------- | ----------------------------- | ----------------------------- |
| 最高気温記録 °C （°F）             | 21.9 (71.4)                   | 23.0 (73.4)                   | 24.7 (76.5)                   | 28.4 (83.1)                   | 30.1 (86.2)                   | 32.9 (91.2)                   | 37.2 (99)                     | 37.1 (98.8)                   | 36.3 (97.3)                   | 30.9 (87.6)                   | 27.2 (81)                     | 22.8 (73)                     | 37.2 (99)                     |
| 平均最高気温 °C （°F）             | 11.5 (52.7)                   | 12.3 (54.1)                   | 15.5 (59.9)                   | 20.0 (68)                     | 23.9 (75)                     | 26.2 (79.2)                   | 29.9 (85.8)                   | 31.5 (88.7)                   | 28.9 (84)                     | 24.4 (75.9)                   | 19.0 (66.2)                   | 13.8 (56.8)                   | 21.4 (70.5)                   |
| 日平均気温 °C （°F）               | 6.0 (42.8)                    | 7.1 (44.8)                    | 10.5 (50.9)                   | 15.2 (59.4)                   | 19.4 (66.9)                   | 22.5 (72.5)                   | 26.2 (79.2)                   | 27.2 (81)                     | 24.4 (75.9)                   | 19.3 (66.7)                   | 13.5 (56.3)                   | 8.1 (46.6)                    | 16.6 (61.9)                   |
| 平均最低気温 °C （°F）             | 0.8 (33.4)                    | 2.0 (35.6)                    | 5.4 (41.7)                    | 10.3 (50.5)                   | 14.8 (58.6)                   | 19.0 (66.2)                   | 23.0 (73.4)                   | 23.6 (74.5)                   | 20.6 (69.1)                   | 14.6 (58.3)                   | 8.5 (47.3)                    | 2.9 (37.2)                    | 12.1 (53.8)                   |
| 最低気温記録 °C （°F）             | −7.1 (19.2)                   | −7.9 (17.8)                   | −4.6 (23.7)                   | 0.1 (32.2)                    | 5.9 (42.6)                    | 10.6 (51.1)                   | 14.4 (57.9)                   | 16.6 (61.9)                   | 9.2 (48.6)                    | 2.9 (37.2)                    | −1.4 (29.5)                   | −5.7 (21.7)                   | −7.9 (17.8)                   |
| 降水量 mm （inch）                 | 51.7 (2.035)                  | 95.1 (3.744)                  | 153.5 (6.043)                 | 195.6 (7.701)                 | 239.3 (9.421)                 | 316.1 (12.445)                | 319.2 (12.567)                | 277.8 (10.937)                | 335.9 (13.224)                | 180.4 (7.102)                 | 117.2 (4.614)                 | 77.3 (3.043)                  | 2,359.1 (92.878)              |
| 平均降水日数 （≥1.0 mm）           | 5.5                           | 7.0                           | 9.7                           | 9.8                           | 10.1                          | 14.1                          | 12.5                          | 11.5                          | 12.2                          | 8.7                           | 6.8                           | 5.8                           | 113.7                         |
| 平均月間日照時間                   | 183.2                         | 171.4                         | 191.9                         | 201.0                         | 201.8                         | 137.0                         | 176.6                         | 208.4                         | 166.4                         | 180.8                         | 165.7                         | 178.0                         | 2,167.8                       |
| 出典1：Japan Meteorological Agency |                               |                               |                               |                               |                               |                               |                               |                               |                               |                               |                               |                               |                               |
| 出典2：気象庁                      |                               |                               |                               |                               |                               |                               |                               |                               |                               |                               |                               |                               |                               |

### 人口
高知県全体の人口動態と比較すると、人口減少、高齢化は比較的穏やかである。県庁所在地の高知市に次ぐ県内第2位の人口を誇るが、各都道府県内の人口第2位の都市としては全国最少であり、47市区で唯一、市制施行に必要な人口である5万人を下回っている。
| |                                        |  |
| 南国市と全国の年齢別人口分布（2005年） | 南国市の年齢・男女別人口分布（2005年） |  |
| ■紫色 ― 南国市 ■緑色 ― 日本全国 | ■青色 ― 男性 ■赤色 ― 女性              |  |
| 南国市（に相当する地域）の人口の推移 \| 1970年（昭和45年） \| 41,096人 \| \| \| 1975年（昭和50年） \| 42,832人 \| \| \| 1980年（昭和55年） \| 44,866人 \| \| \| 1985年（昭和60年） \| 47,554人 \| \| \| 1990年（平成2年） \| 46,823人 \| \| \| 1995年（平成7年） \| 48,192人 \| \| \| 2000年（平成12年） \| 49,965人 \| \| \| 2005年（平成17年） \| 50,758人 \| \| \| 2010年（平成22年） \| 49,472人 \| \| \| 2015年（平成27年） \| 47,982人 \| \| \| 2020年（令和2年） \| 46,664人 \| \| |                                        |  |
| 総務省統計局 国勢調査より |                                        |  |
| 1970年（昭和45年） | 41,096人                               |  |
| 1975年（昭和50年） | 42,832人                               |  |
| 1980年（昭和55年） | 44,866人                               |  |
| 1985年（昭和60年） | 47,554人                               |  |
| 1990年（平成2年） | 46,823人                               |  |
| 1995年（平成7年） | 48,192人                               |  |
| 2000年（平成12年） | 49,965人                               |  |
| 2005年（平成17年） | 50,758人                               |  |
| 2010年（平成22年） | 49,472人                               |  |
| 2015年（平成27年） | 47,982人                               |  |
| 2020年（令和2年） | 46,664人                               |  |

### 隣接する自治体
高知県
- 高知市
- 香南市
- 香美市
- 長岡郡本山町
- 土佐郡土佐町

## 歴史
「田村遺跡」をはじめ、田村を中心に遺跡が多数あり、小高い丘陵の山上や山麓に約80基の古墳が残っている。
古代には律令国家のもとで、国衙が比江（ひえ）に置かれ、政治の中心として栄えた。
奈良時代の741年（天平13年）、この地に国分寺が建立され、前後して土佐国府が置かれ、土佐の中心地となった。
平安時代の930年（延長8年）から934年（承平4年）まで、紀貫之が国司（土佐守）として比江に赴任し、『土佐日記』を著した地としても知られる。
中世に入ると、1380年頃に細川頼益が土佐国守護代となり、政治の中心は田村へ移る。
戦国時代には長宗我部氏が本拠地として岡豊城を構えた。長宗我部元親はここを四国統一の足がかりとし、1574年（天正2年）に土佐を平定した。
江戸時代には、土佐藩第2代藩主山内忠義のもとで、家老として活躍した野中兼山は物部川を改修して新田開発を行うとともに、舟入川の水運を交通手段として商業圏を拓くなど開発事業を進め、新しい町を作ったた。その町作りに関わった入植者には年貢・役務を免除（御免）したことから、この町は諸役御免の町「御免町」、のちに「後免町」として、現在に至る町の中心市街地を形成することとなる。
また江戸時代には、からくり技術者・発明家として知られる細川頼直が当地で活躍した。
明治維新以降は、温暖な自然環境を生かして米の二期作と施設園芸を中心に農業が発展した。
第二次世界大戦後は町村合併促進法に基づき、1956年（昭和31年）9月30日付で、後免町、上倉村、瓶岩村、久礼田村、国府村、長岡村が合併して後免町が発足。また同日付で、大篠村、稲生村、十市村、三和村、前浜村、日章村が合併して香長村が発足した。
3年後の1959年（昭和34年）10月1日付で、後免町と香長村および、隣接する野田村、岡豊村、岩村が合併した上で市制施行し、南国市が発足した。いわゆる「昭和の大合併」で発足した市の一つである。

### 沿革
- 1959年（昭和34年）
  - 10月1日 - 長岡郡後免町・香長村・野田村・岡豊村・香美郡岩村が新設合併して発足。
  - 10月7日 - 大字松本・岩次・神通寺・立石・京田・蔵福寺島を香美郡土佐山田町に編入。長岡郡介良村の一部（伊達野の一部）を編入。
- 1967年（昭和42年）5月25日 - 市歌「南国市の歌」および市民音頭「南国おどり」を制定。
- 1996年（平成8年）1月1日 - 香美郡土佐山田町の一部（大字蔵福寺島）を編入。
- 2002年（平成14年）9月28日 - 戸籍事務を電子化。

## 行政
- 市長: 平山耕三（2017年8月6日就任、2期目[11][12]）
- 前々市長: 浜田純（1995年12月24日〜2007年12月23日、3期）
- 前市長: 橋詰壽人（2007年12月24日〜2017年6月30日、3期）

## 施設

高知大学医学部附属病院

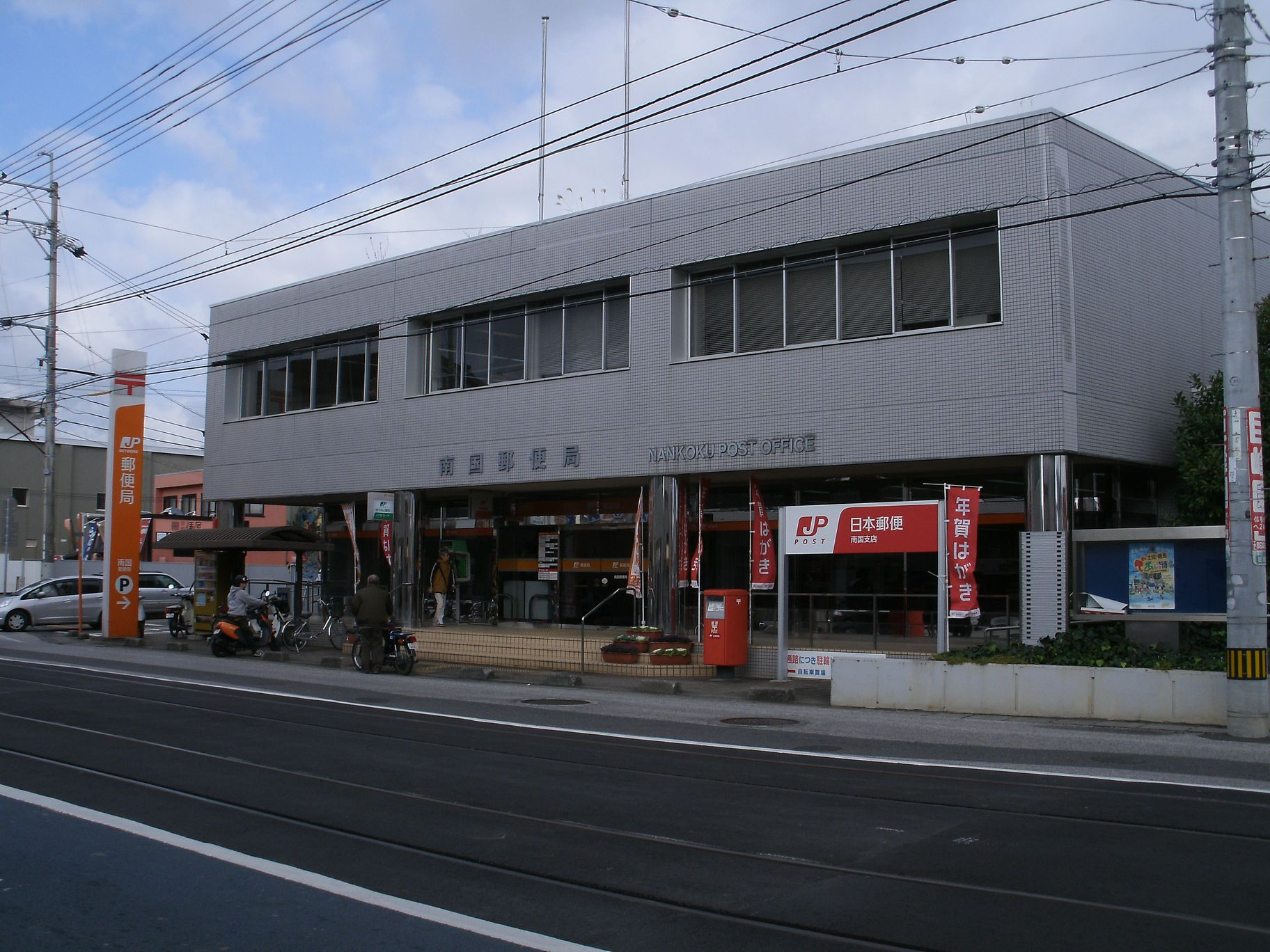
南国郵便局

### 警察
- 高知県南国警察署

駐在所
- 浜改田駐在所（南国市浜改田1332番地1）
- 十市駐在所（南国市緑ヶ丘一丁目1501番地3）
- 岡豊駐在所（南国市岡豊町八幡127番地1）
- 植野駐在所（南国市植野211番地1）

警備派出所
- 空港警備派出所（南国市久枝乙58番地）

### 消防
- 南国市消防本部・南国市消防署

### 医療
主な病院
- 高知大学医学部附属病院
- JA高知病院

### 郵便局
主な郵便局
- 南国郵便局

## 姉妹都市・提携都市

### 国内
姉妹都市
- 岩沼市（宮城県）
1973年(昭和48年)7月 姉妹都市提携

提携都市
- 小牧市（愛知県）
2014年(平成26年)7月1日 災害時応援協定締結

## 経済

### 農業・畜産業
高知県中央部に位置する南国市は「土佐の稲作発祥の地」と言われ、稲作や野菜栽培などの農業が盛んである。
- 早場米「南国そだち」「よさ恋美人」など - 温暖な気候を活かして早場米が栽培されている[13]。
- 四方竹 - 切り口が四角い竹。秋に生えてくるタケノコを食用とする[14]。
- ししとう - 国内生産量の5割を高知県が占めるが、その中でも南国市は作付面積と生産量が県内1位である[15]。
- 土佐まほろばトマト - 南国市のブランドトマト。
- 小なす
- 新しょうが
- 大葉
- ピーマン
- パプリカ
- ごめんケンカシャモ - 100%純血種のブランドシャモ。

### 拠点を置く企業
高知自動車道・高知龍馬空港など、交通インフラが充実していることや、県都・高知市に隣接していることから、企業の進出が活発に行われている。

#### 本社を置く主要企業
- 旭食品 - 登記上の本店は高知市
- 高知ダイハツ販売
- 四国シジシー
- ひまわり乳業
- フタガミ - 高知県内で「ホームセンター マルニ」を展開
- ミロク

#### 工場・事業所等を置く企業
- KBツヅキ高知工場
- 高知新聞社まほろばセンター
- こうち生活協同組合商品センター
- 四国銀行事務センター
- サンシャインチェーン本部チルド物流センター
- 西日本高速道路四国支社高知高速道路事務所
- ニッポン高度紙工業南国工場
- トッパンエレクトロニクスプロダクツ高知工場

### 主な企業団地
- 南国オフィスパーク
- なんごく流通団地
- 高知みなみ流通団地

## メディア

### 中継局
- 南国亀岩中継局

## 教育
- 南国市には「南国市奨学金」という奨学金制度がある。なお、奨学金は返還義務がともなう。

### 大学

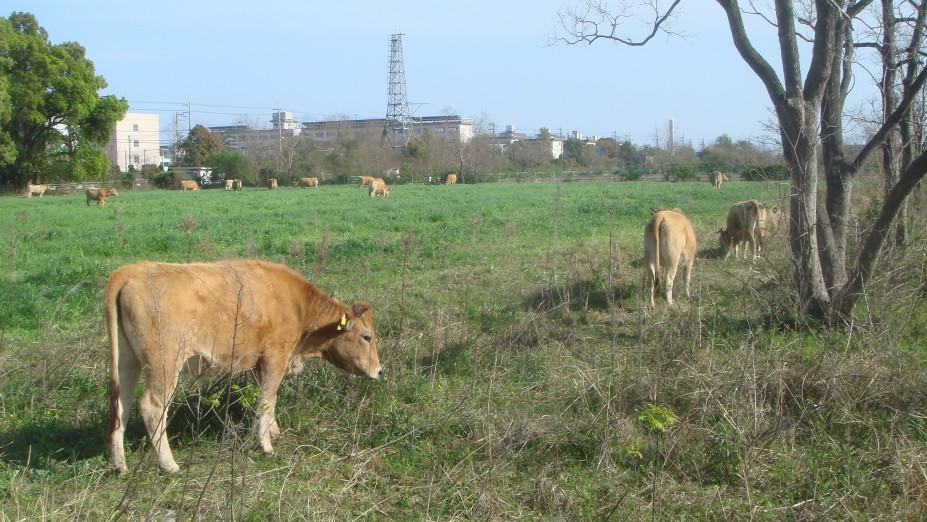
高知大学農林海洋科学部附属暖地フィールドサイエンス教育研究センター南国フィールド(農場)

- 高知大学医学部（岡豊キャンパス、旧: 高知医科大学）
- 高知大学農林海洋科学部（物部キャンパス）

### 高等専門学校
- 高知工業高等専門学校

### 高等学校
県立
- 高知県立岡豊高等学校
- 高知県立高知農業高等学校
- 高知県立高知東工業高等学校

私立
- 清和女子高等学校

### 中学校
市立
- 南国市立香長中学校
- 南国市立香南中学校
- 南国市立鳶ヶ池中学校
- 南国市立北陵中学校
  - 南国市立北陵中学校希望ヶ丘分校

私立
- 清和女子中学校

### 小学校
- 南国市立稲生小学校
- 南国市立大篠小学校
- 南国市立大湊小学校
- 南国市立岡豊小学校
  - 南国市立岡豊小学校希望ヶ丘分校
- 南国市立久礼田小学校
- 南国市立国府小学校
- 南国市立後免野田小学校
- 南国市立白木谷小学校
- 南国市立十市小学校
- 南国市立長岡小学校
- 南国市立奈路小学校
- 南国市立日章小学校
- 南国市立三和小学校

### 特別支援学校
- 高知県立高知江の口特別支援学校高知大学医学部附属病院分校
- 高知県立高知若草特別支援学校土佐希望の家分校

## 交通

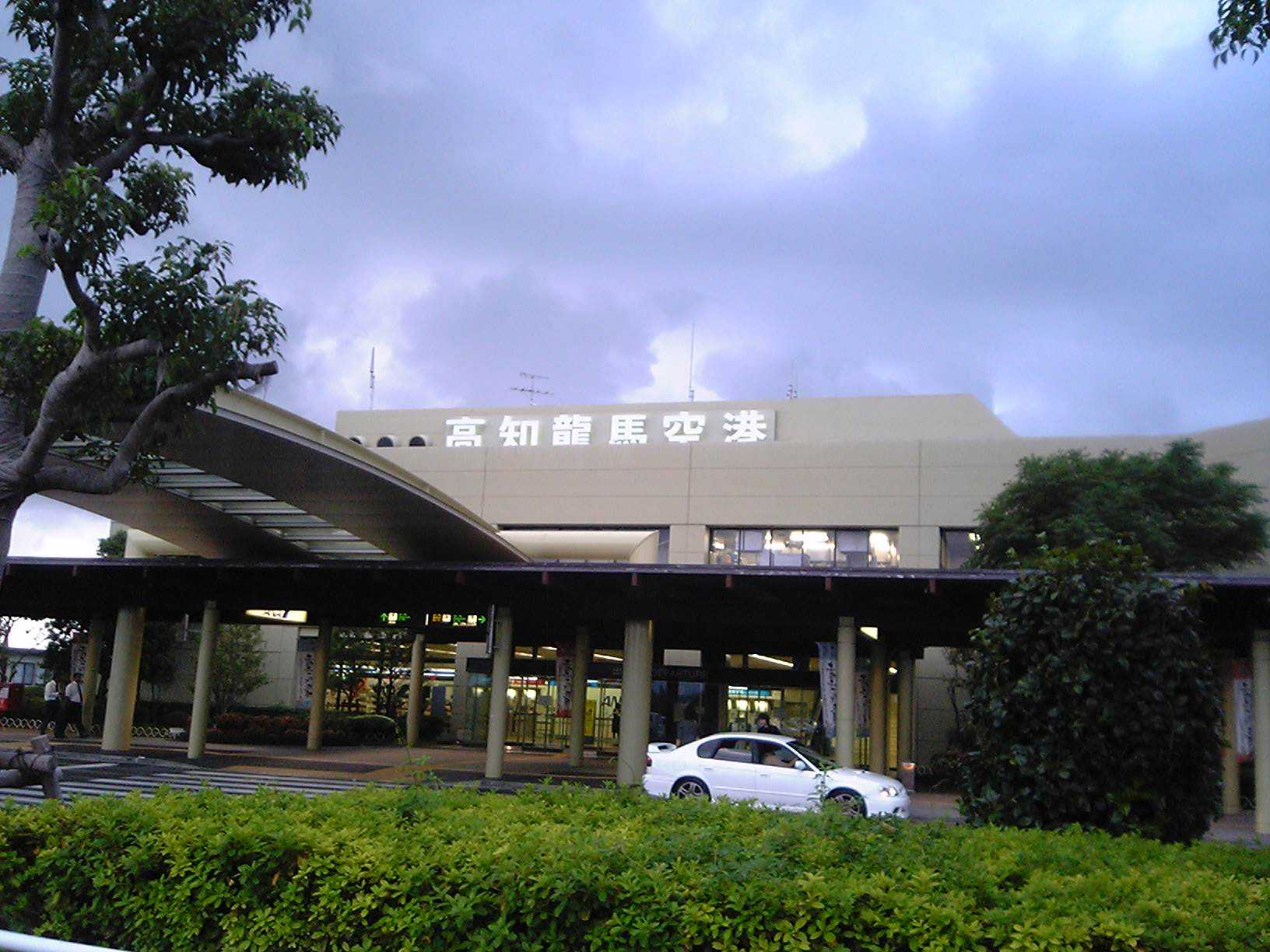
高知龍馬空港

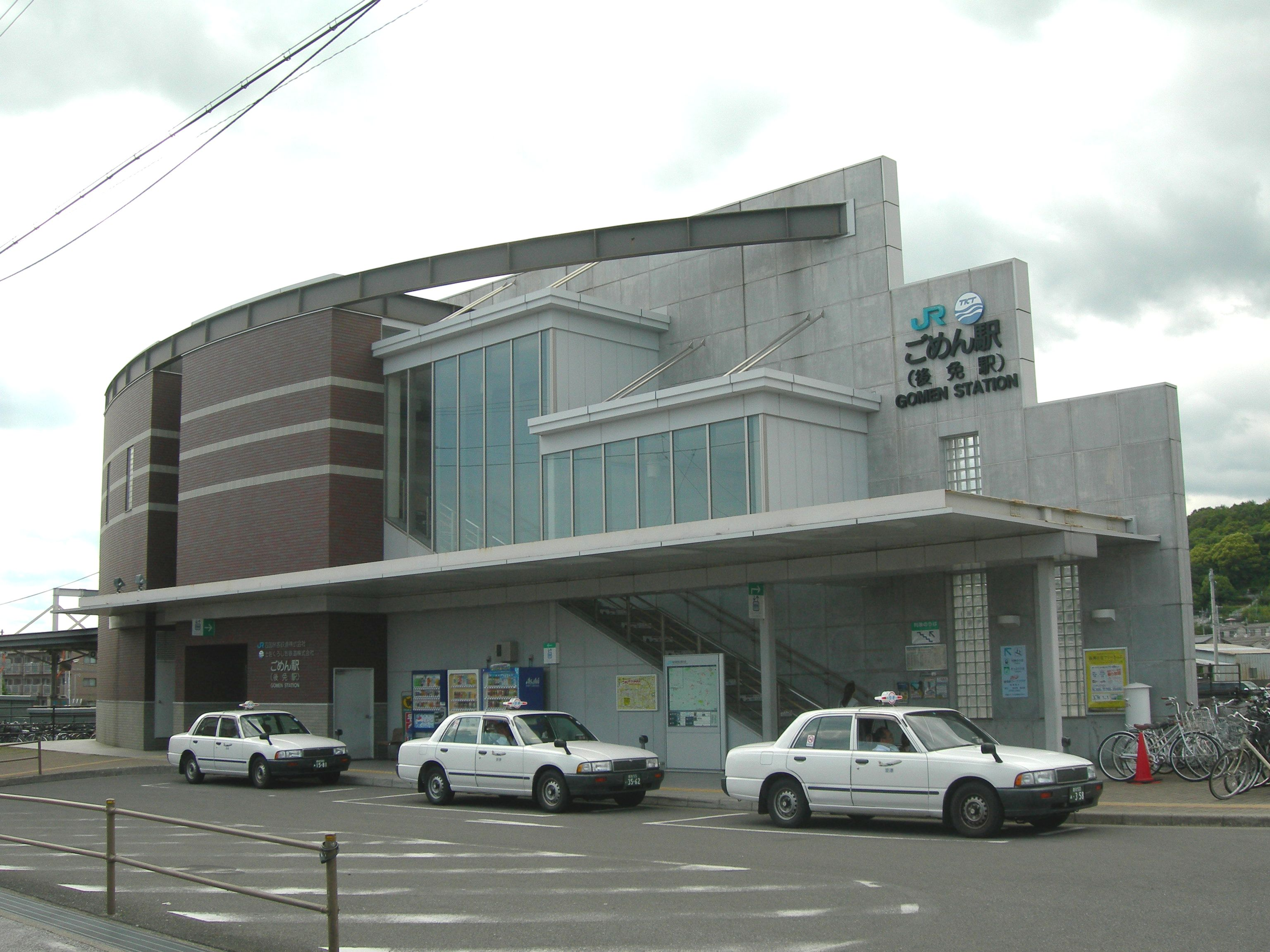
後免駅

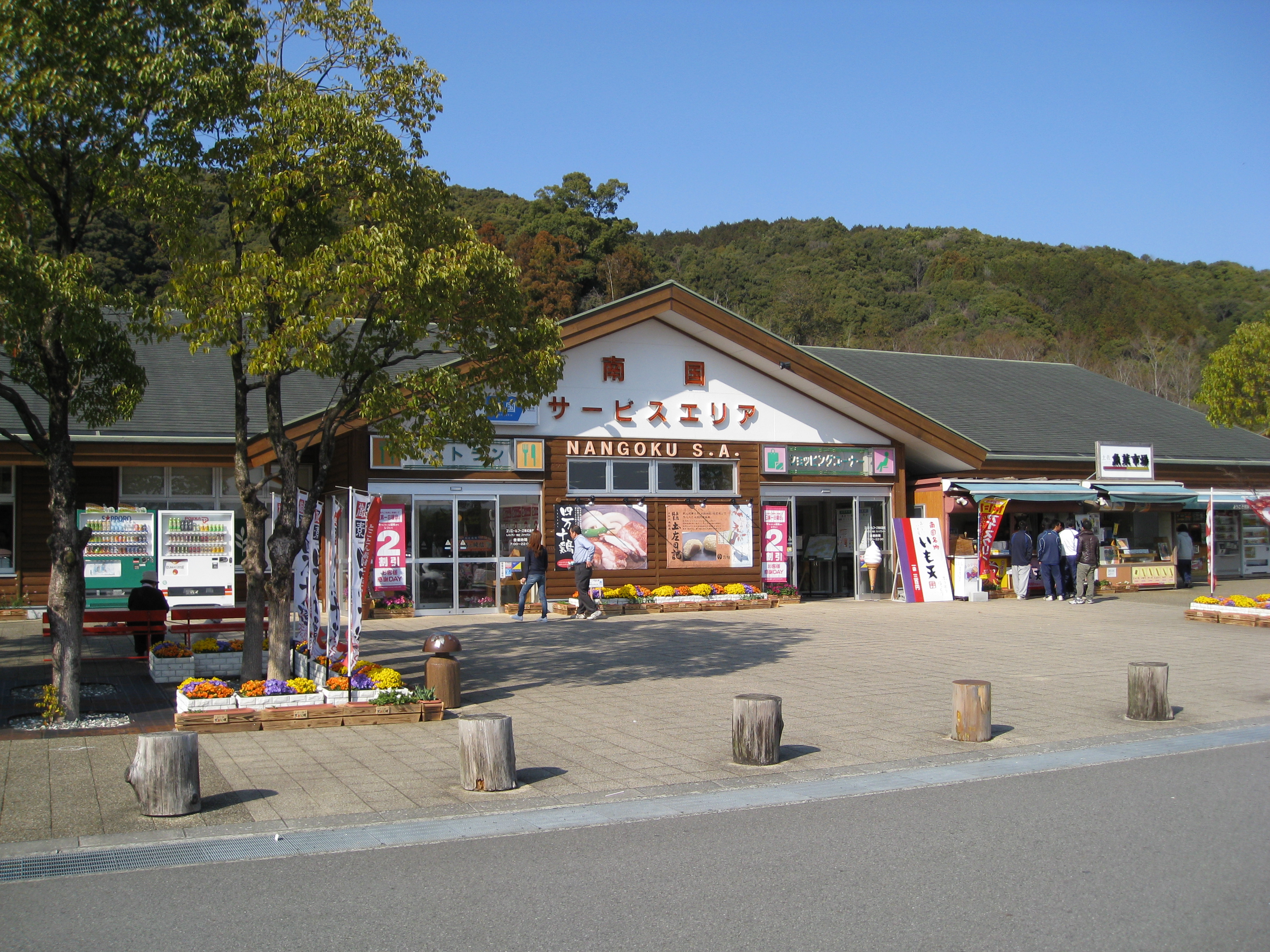
南国サービスエリア（上り線）

### 空港
高知空港
- 日本航空(JAL)
  - 東京/羽田
  - 福岡[注 2]
- 全日本空輸(ANA)
  - 東京/羽田
  - 大阪/伊丹[注 3]
- フジドリームエアラインズ (FDA)[注 4]
  - 名古屋/小牧
  - 大阪/神戸
- ジェットスター・ジャパン (JJP)[注 5]
  - 東京/成田

### 鉄道路線
市の中心となる駅：後免駅
四国旅客鉄道 (JR四国)
- 土讃線
  - 土佐長岡駅 - 後免駅

土佐くろしお鉄道
- ごめん・なはり線
  - 後免駅 - 後免町駅 - 立田駅

とさでん交通
- 後免線
  - 後免町停留場 - 後免東町停留場 - 後免中町停留場 - 後免西町停留場 - 東工業前停留場 - 住吉通停留場 - 篠原停留場 - 小篭通停留場

同市は、日本の路面電車が走行する市の中で最も人口が少ない。

### バス
路線バス
- とさでん交通
- 高知東部交通
- 嶺北観光自動車
- 高知駅前観光（高知空港連絡バス）
- 南国市コミュニティバス

### 道路
高速道路
- 高知自動車道
  - ：- 南国IC - 南国SA -

一般国道
- 国道32号
- 国道55号（国道493号重複）
  - 南国バイパス
- 国道195号

道の駅
- 道の駅南国風良里

## 観光

### 名所・旧跡
主な城郭
- 岡豊城跡：国の史跡 - 続日本100名城。
- 下田城

主な史跡

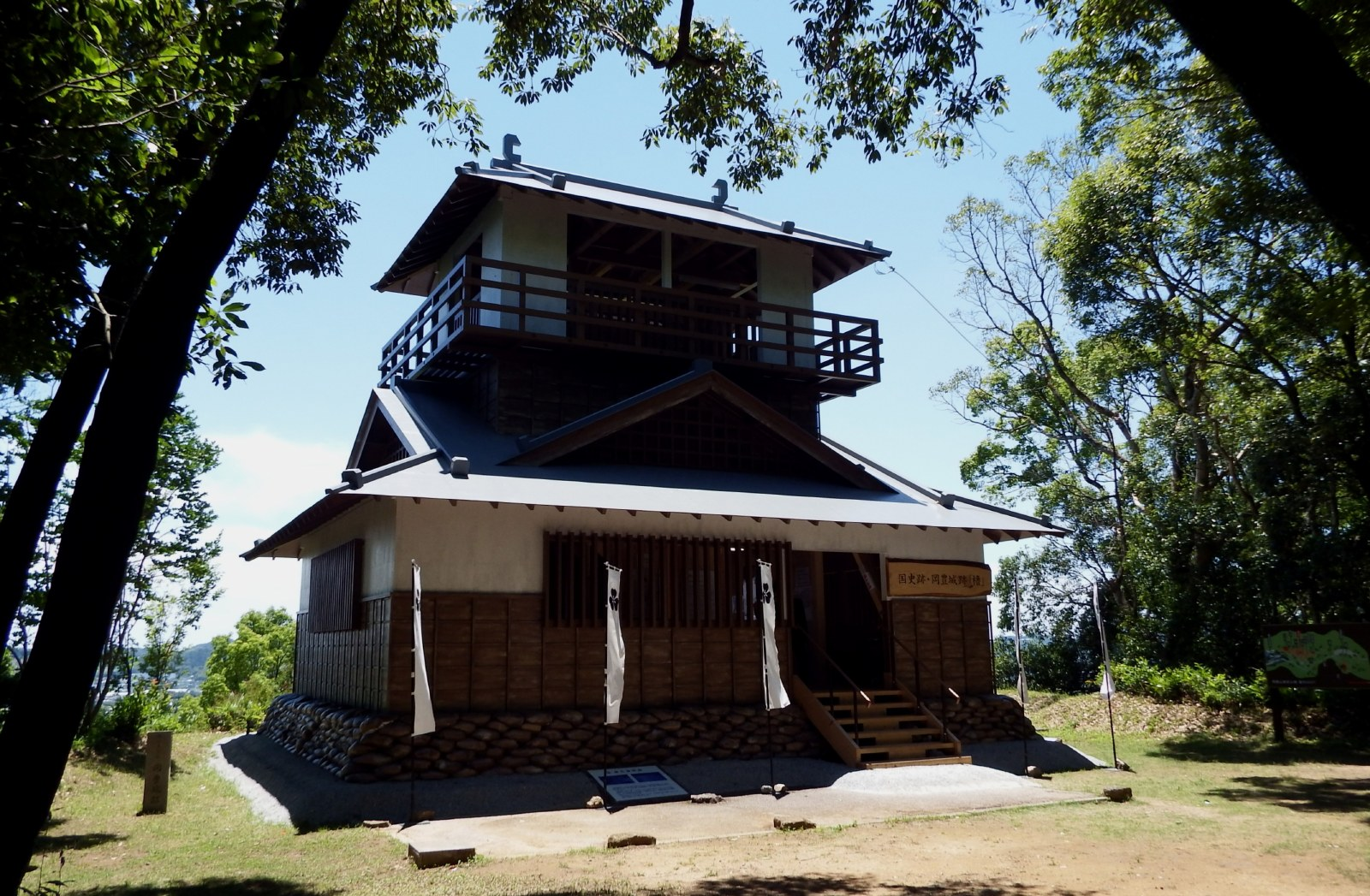
岡豊城

- 乾の大墓 - 土佐藩家老・乾家（土岐氏）の墓石群で土佐藩主の墓石以外では県内随一の大きさを誇る。「土佐のシンデレラ」と言われる寿性院の生んだ佐与姫の墓もある。

主な寺院
- 土佐国分寺 - 四国八十八箇所 第二十九番札所
- 禅師峰寺 - 四国八十八箇所 第三十二番札所

主な神社
- 伊都多神社
- 小野神社
- 坂本神社
- 豊岡上天神社
- 新宮神社

主な遺跡
- 紀貫之邸跡・古今集の庭
- 小蓮古墳
- 土佐国衙跡
- 長畝古墳群
- 明見彦山古墳群
- 前浜掩体群

### 観光スポット
文化施設
- 高知県立歴史民俗資料館
- 西島園芸団地
- 巨峰園
- 長尾鶏センター
- やなせたかしロード[16]
- 海洋堂SpaceFactoryなんこく（正式名・南国市ものづくりサポートセンター）

#### 集落活動センター
- 集落活動センター「チーム稲生」[17]

## 祭事・催事
- えんこう祭（6月第1土曜日）
- 土佐のまほろば祭り（8月第1土曜日）
- 伊都多神社秋大祭（11月10日）

## 著名な出身者
- 岩原大起 - 読売テレビアナウンサー
- 大塚和 - 映画プロデューサー
- 岡林裕二 - プロレスラー
- 樫尾忠雄 - カシオ計算機創設者
- 北村正利 - 天文学者
- ジェニーいとう - ものまねタレント
- 島井咲緒里 - 将棋女流棋士
- 島崎和歌子 - タレント
- 高松英郎 - 俳優
- 竹田智史 - プロバスケットボール選手（bjリーグ・高松ファイブアローズ所属）
- 竹村よしひこ - 漫画家
- 長宗我部元親 - 戦国大名
- 三山ひろし - 演歌歌手
- 平山耕三 - 南国市長